# Маячний розлад
Маячний розлад — рідкісна психічна хвороба, за якої в пацієнта наявне маячення без супутніх явних галюцинацій, порушень мислення і настрою та значного сплощення афекту. Маячення як специфічний симптом психозу може бути «химерним» і «нехимерним» за змістом; нехимерне маячення зосереджене на хибних переконаннях стосовно ситуацій з реального життя (можливість зазнання шкоди чи отруєння). Не зважаючи на маячення, люди з маячним розладом можуть продовжувати соціялізуватися та функціонувати в нормальний спосіб, а їхня поведінка не обов'язково загалом видається дивною. Утім, зосередження на маячних ідеях може стати деструктувним фактором в їхньому житті.

## Чит. також
- Arnold, K.; Vakhrusheva, J. (2015). Resist the negation reflex:  Minimizing reactance in psychotherapy of delusions. Psychosis: 1—10. doi:10.1080/17522439.2015.1095229. Архів оригіналу (PDF) за 23 лютого 2020. Процитовано 23 лютого 2020.
- McDermott, Sarah (22 February 2018), «'The story of a weird world I was warned never to tell' [Архівовано 11 січня 2021 у Wayback Machine.]», BBC News. [A related case study.]
- Munro, A. (1999) Delusional Disorder: Paranoia and Related Illnesses. Cambridge: Cambridge University Press. ISBN 0-521-58180-X.
- Sims, A. (1995) Symptoms in the mind: An introduction to descriptive psychopathology. Edinburgh: Elsevier Science Ltd. ISBN 0-7020-2627-1.